# Simone Gutt
Pour les articles homonymes, voir Gutt.
Simone Gutt (née en 1956) est une mathématicienne belge.

## Formation et carrière
Simone Gutt obtient son doctorat à l'Université Libre de Bruxelles en 1980 avec une thèse intitulée « Déformations formelles de l'algèbre des fonctions différentiables sur une variété symplectique » sous la direction de Michel Cahen. Elle est professeure ordinaire à l’Université libre de Bruxelles.
Elle co dirige l'Unité de recherche de géométrie différentielle et algèbre et elle est membre du Fonds national de la recherche scientifique de l’Université libre de Bruxelles

## Prix et distinctions
En 1998 elle est lauréate du Prix Francois-Deruyts décerné par l'Académie Royale de Belgique.
Elle est élue membre titulaire de l'Académie royale de Belgique, Classe des Sciences, en 2004.

## Publications
- Contribution à l'étude des espaces symplectiques homogènes, 1983.
- Simone Gutt, John H. Rawnsley, Daniel Sternheimer (éds) : Poisson geometry, deformation quantisation and group representations, d'après les actes du congrès EuroSchool PQR 2003 tenu à l'Université libre de Bruxelles du 13 au 17 juin 2003. Cambridge univesity press , 2005.
- Simone Gutt, John H. Rawnsley, Daniel Sternheimer (éds) : Deformation theory and symplectic geometry, actes du congrès Ascona, juin 1996. Dordrecht : Kluwer , 1997.